# K'inich Yax K'uk' Mo'

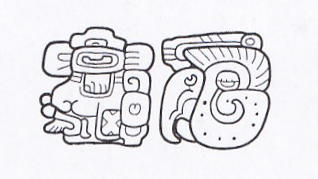
Névglifája

K'inich Yax K'uk' Mo (uralkodásának ideje 426-tól  kb. 437-ig; nevének jelentése: Ragyogó Első Quetzal Arapapagáj) Copán maja város uralkodó dinasztiájának és klasszikus kori Copán állam  alapítója.

## Élete, a személyével kapcsolatos kutatások eredményei
Sokáig csak kései klasszikus kori feliratokról volt ismert, mivel maja szokások szerint a későbbi építkezések teljesen befedték az ő korából származó épületeket és feliratokat, valamint a sírját.

### Q oltár

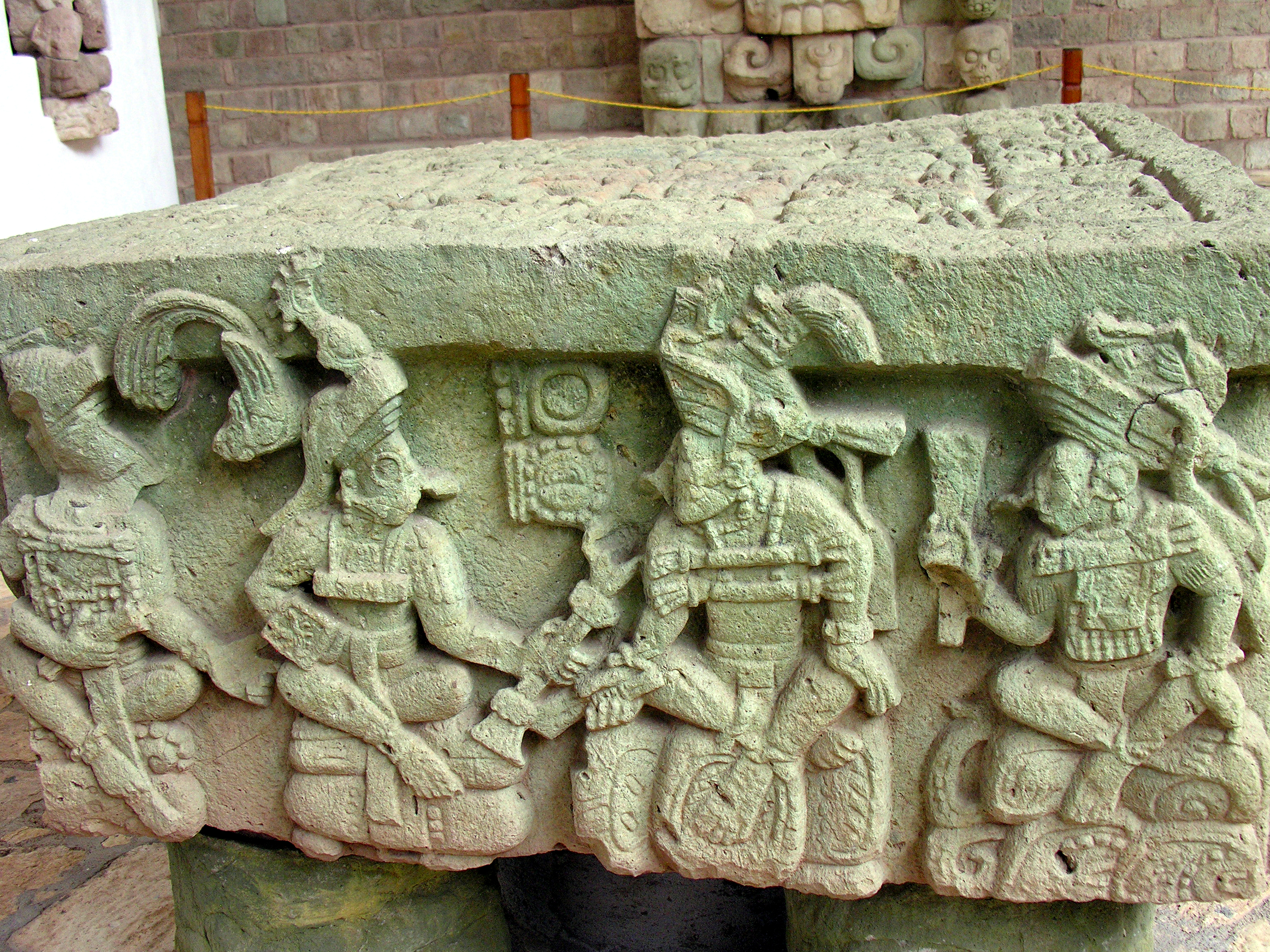
A Q oltár részlete, balra (gyűrűs szemekkel) K'inich Yax K'uk' Mo' ábrázolása

Az uralkodása után 350 évvel emelt Q oltáron feltüntetett királylista vezető helyén szerepel. Ez az építmény a copáni dinasztia legjelentősebb hatalmi szimbóluma. Oldalain mindegyik addigi uralkodó képmása szerepel, amint a saját névglifájukon trónolnak. Az oltár nyugati oldalán találkozott az alapító K'inich Yax K'uk' Mo' képmása az oltárt állító 16. uralkodó ábrázolásával, amint beszélgetnek.
Az oltár fedőlapja a királyság alapításának történetét adja elő. Az első király trónra lépési ceremóniájának része volt más uraságok, köztük a quiriguái király beiktatása is.

### Származása
A király ábrázolásában, valamint a korabeli Copán építkezésein egyaránt megfigyelhető a korabeli mexikói teotihuacani stílus eklektikus keveredése. A királyt mindig a mexikói jellegű „gyűrűs szemekkel” ábrázolták.
K'inich Yax K'uk' Mo' megérkezése Copánba világos párhuzamokat mutat a teotihuacani hódítók  378. évi behatolásával és az új rend megalapításával Peténben. Személye erős szálakkal kötődik mind a mexikói előzményekhez, mind a majákhoz.

### Sírja
A copáni 16. számú templom mélyén tárták fel az alapítás kori, teotihuacani stílusú Hunal templomot és ebben a király sírját sok jáde ékszerrel, egy nagy melldísszel, fogberakásokkal. A csontvázon több harci sebesülés látszott, törött jobb karja soha nem forrt össze rendesen. Ezt a szobrán is megjelenítették, jobb karját egy négyzet alakú lapocska fedi a Q oltáron is. A csontok biokémiai vizsgálata is arra utal, hogy a király nem helyi származású volt, de nem is Teotihuacanból érkezett, hanem már Tikal vagy Caracol környékén születhetett..